# Roy Goodman
Roy Goodman (21 de enero de 1951, Guildford, Inglaterra) es un director de orquesta, violinista, clavecinista y organista. Se hizo internacionalmente famoso como el niño soprano solista de 12 años en la grabación de marzo de 1963 del Miserere de Allegri con el Coro del King's College, Cambridge bajo la dirección de David Willcocks.
Goodman estudió en el Royal College of Music, y se hizo Socio del Royal College of Organists y Asociado del Royal College of Music. También ha servido como Director de Música en la Universidad de Kent en Canterbury y Director de Estudios de Música Antigua en la Royal Academy of Music.

## Enlaces relacionados
- Biografía de Goodman
- Notas y grabaciones en http://www.allmusic.com/

- Datos: Q542981